# Theodor Fuchs
Theodor Fuchs (n. 4 februarie 1873, Šaštín-Stráže, Trnavský kraj, Slovacia – d. 9 mai 1953, București, România) a fost un pianist, compozitor, critic muzical și pedagog român, născut în Austro-Ungaria, în zona Slovaciei de astăzi. Creația sa a fost inspirată de romantismul muzical german. S-a distins și ca acompaniator la pian al unor soliști români (între care George Enescu) și străini.

## Biografie
Theodor Fuchs s-a născut în 1873 într-o familie de origine evreiască  în localitatea Šaštin (în germană: Sassin) din regiunea slovacă Trnava, pe atunci parte din Regatul Ungariei din Imperiului austro-ungar. Tatăl său, de meserie cântăreț, a obținut un angajament în România, unde a emigrat însoțit și de fiul său. 
A studiat la Conservatorul din București (1880-1884) cu Eduard Wachmann și la Viena cu Julius Epstein, Robert Fuchs și Wilhelm Rauch
(1884-1890). A fost de asemenea și elevul pianistului Alfred Grünfeld.  A scris opere, balete, simfonii, concerte, coruri, piese instrumentale (rapsodii pentru pian, sonate) și vocale cu acompaniament pentru pian. 
După absolvirea conservatorului, în anii 1892-1893 Fuchs a fost dirijor al teatrelor de operă din Leoben și Bruch în Austria, iar apoi, în anii 1893-1901, a fost profesor de muzică la Galați, inclusiv la Liceul Vasile Alecsandri, unde a predat pianul, solfegiul și armonia. Acolo a fost și profesorul de pian și ghitară al lui Ionel Fernic. Theodor Fuchs a fost un timp pianistul curții reginei Elisabeta a României, Carmen Sylva, pe versurile căreia a compus două caiete de lieduri, fiind de asemenea și membru al cvartetului Carmen Sylva. 
Între 1901-1903 Fuchs a fost director fondator al Societății amatorilor de muzică clasică din București, iar în anii 1909-1911 a predat arta interpretării la pian la Academia de muzică și arta dramatică "Theodor Stoenescu" din București.
Ca pianist a fost acompaniatorul preferat de muzică de cameră al lui George Enescu,  de asemenea acompaniindu-i pe Dimitrie Dinicu și numeroși soliști străini care au dat concerte în România, precum Fritz Kreisler, Jacques Thibaud, Bronislaw Huberman, Carl Flesch, Mischa Elman, František Alois Drdla, Florizel von Reuter, Socrate Barozzi etc.
Fuchs a publicat cronici muzicale, articole, studii și recenzii în revistele „Arta muzicală” (pe care a redactat-o în 1911-1912), „Tribuna Muzicală” (1909), Bukarester Tagblatt ("Gazeta Bucureștilor" în lb. germana, 1916-1918), Rumänischer Lloyd (1907-1916, 1918)
Teodor Fuchs a fost și autorul unor lucrări didactice. În 1913 a făcut parte din juriul primului Concurs Național de compoziție "George Enescu" (1913-1946 și reluat din 1991) 
Există informații după care, în anii dictaturii antonesciene, George Enescu a intervenit pe lângă Ion Antonescu și Comisia pentru Asimilarea Evreilor, pentru a-l proteja pe Theodor Fuchs de consecințele legilor și măsurilor antisemite adoptate de guvern.
Fuchs a murit la București în 1953 și a fost înmormântat la Cimitirul Bellu din oraș..

### Fuchs în altă medie artistică
- Figura lui Fuchs a servit drept pretext "poemului eroic-erotic și muzical, in proză” „Fuchsiada" al lui Urmuz.

„Fuchsiada” în traducerea germană a lui Oskar Pastior a inspirat o „instalație teatrală” Die Fuchsiade de Helmut Stürmer, care a fost reprezentată în 2015 în regia lui Silviu Purcărete  de Teatrul German de Stat din Timișoara, cu muzica de scenă cuprinzând  fragmente de concerte, fantezii, studii, game și exerciții de Theodor Fuchs. Rolul lui Fuchs a fost interpretat de actorul Rareș Honțu

## Manuale și cărți
- Metodă practică pentru a învăța muzica vocală, cuprinzand explicațiuni teoretice, precum și 110 solfegii - partea I - cu A.L. Ivela
- Metodă de pian [18]
- Istoria artei muzicale

## Creații muzicale
- muzică vocală:
  - 2 operete
  - 6 opere [2]

o operă comică - „Bobrica” (1908)
- - lieder și romanțe

Cântece române și cântece germane (1894)
- - muzica corală:
  - 12 coruri pentru voci egale
  - Țara mea - pentru cor mixt, versuri de Smara
  - Sergentul și drapelul, cor mixt
  - Călugărenii - cor mixt, tex de Smara (1914)
- muzică de balet:

2 balete : Cupidon (libret:Miron Poltin) (1896) 
- muzică pentru orchestră:
  - 2 simfonii
- 3 rapsodii pentru orchestră [2]
- 3 concerte pentru pian și orchestră [2]
- muzica instrumentală

- pentru pian:
- - 4 rapsodii române pentru pian
  - piese pentru pian: Valse brillante, Romance, Tarantella, Menuet,
  - 24 studii melodice (24 studii simfonice pentru pian)  (1952)
- muzică de cameră:
  - 4 sonate pt. pian
  - cvartete: cvartetul „23 August” (1953)
  - „ În țara basmelor” - fantezie pentru violă și pian (1953)